# Duberto Aráoz
Duberto Aráoz (21 dicembre 1920 – ...) è stato un calciatore boliviano, di ruolo centrocampista.

## Carriera
Prese parte con la nazionale boliviana ai Mondiali del 1950.
Disputò inoltre con la Bolivia il Campeonato Sudamericano nel 1947 .